# 足立長雋
足立 長雋（あだち ちょうしゅん、1776年（安永5年） - 1837年2月1日（天保7年12月26日））は、江戸時代後期の医者。高名な蘭方医で西洋産科の権威でもあった。

## 来歴
江戸の人。井上正広の子として生れ、名は世茂、字は松文、無涯と号した。幼少のとき薩摩藩医足立梅庵に就学し、その才敏を認められて足立姓を襲いだ。
多紀元簡から漢方医学、吉田長淑から蘭方医学を伝授される。丹波篠山藩藩医として招かれ た。
1831年（天保2年）に『医方研幾』を撰述、西洋産科にも通じ、Jean Louis Baudelocque の産科書を訳して『産科礎』を著し、日本で最初の西洋産科を標榜した。
門下に蘭学者の川本幸民、日本最初の私立病院順天堂を開設した佐藤泰然、幕府御殿医の林洞海などがいる。
江沢栄建を養嗣とし、三女世興は宇田川榕菴に嫁した。訳著はほかに『方剤篇』『足立家方鑑』『女科集成』『産 科輯要』『眼科礎』などがある。

## 著訳書
- 『産科礎』 抜烏垤碌却著
- 『医方研幾』。
- 『方剤篇』。
- 『足立家方鑑』。
- 『女科集成』。
- 『産科輯要』。
- 『眼科礎』。